# Jeff Rich
 (août 2014).
Si vous disposez d'ouvrages ou d'articles de référence ou si vous connaissez des sites web de qualité traitant du thème abordé ici, merci de compléter l'article en donnant les références utiles à sa vérifiabilité et en les liant à la section « Notes et références ».
Pour les articles homonymes, voir Rich.
Jeff Rich est un batteur britannique né le 8 juin 1953 à Londres. Il est connu pour avoir joué avec le groupe Status Quo de 1985 à 2000, il a également joué en 1986 avec Def Leppard comme doublure de Rick Allen.